# وورن-يو
وورن-يو (تُكتب بأسلوب WARN-U) هو أول تسجيل مطوّل للموسيقية الكويتية فاطمة القادري، صدر في شهر أيلول 2011 عن طريق شركة الإنتاج تراي آنغل. وكان جزءًا من مشروعها المعروف باسم أي شَي، الذي سعت من خلاله إلى إعادة تفسير الموسيقى الإسلامية التعبدية. يتكوّن هذا التسجيل من ثلاثة مقاطع أصلية بالإضافة إلى "ميغامِكس" يجمع بينها، من إعداد الثنائي الموسيقي نغوزنغوزو.

## التركيب الموسيقي
موسيقى مشروع أي شَي هي إعادة تفسير لفاطمة القادري للموسيقى التعبدية الإسلامية، أما اسم "أي شَي" فهو يعني "شو ما كان" بالعربية. يُعد تسجيل وورن-يو قصيدة نغمية تتداخل فيها أنماط مثل كراوتروك، والتيكنو الأوليّ، والبوب الحُلُمي، ويعتمد فقط على صوت القادري المصاحب بالفالْسِتو، والذي يتم التلاعب به من خلال تغيير درجته الزمنية والنغمية وتراكبه فوق بعضه البعض. 
وقد قارن النقّاد هذا العمل بألبوم مدولا (2004) للفنانة بيورك، وكذلك بأعمال جوليانا بارويك.
وفقًا للبيان الرسمي الصادر عن موقع القادري الإلكتروني، فإن الأصوات في هذا العمل تعكس "مجموعة مذهلة من المشاعر المختلطة، وأحيانًا غير القابلة للتعريف"، وتبدو "مخيفة، ولكن بطريقة غريبة باعثة على الطمأنينة"، كما أنها "قديمة وزمنية ولكن بشكل غريب تُشبه المستقبل." أما القادري نفسها فقد اعترفت بأنها لا تعرف كيف تشعر حين تستمع إلى وورن-يو، "وبكثير من الجوانب، آمل ألا أعرف أبدًا."
بول ليستر من صحيفة الغارديان كتب أن الأصوات قد تم التلاعب بها لدرجة أنها أصبحت أشبه بآلات إلكترونية لا أصوات بشرية.
ويُختتم التسجيل بتوليفة موسيقية (ميغامِكس) تمتد لاثنتي عشرة دقيقة من إعداد الثنائي الأمريكي نغوزنغوزو، وتُعد بمثابة "جناح ريمكس" يجمع المقاطع الأصلية الثلاثة. وقد أضاف هذا الريمكس طبولًا قبلية مستوحاة من آلة رولاند 808، بالإضافة إلى ما وصفته مجلة ذا مونيترز بأنه "عينات صوتية أكثر ثراءً ومؤثرات محسّنة".

## الإصدار والترويج
في 28 شباط 2011، صدر فيديو موسيقي للمقطع الرئيسي من وورن-يو، وقد وصفه ديف سيغال من مجلة ذا سترينجر بأنه "رهبة غوثيّة مكسوّة بالريش، وهندسة معمارية غريبة، وأشكال هندسية متحرّكة، وشخصيات غامضة، ولقطات بعدسة عين السمكة لمصعد كهربائي، والأهم من ذلك، شِفاه مثيرة."
في 25 تموز 2011، صدر ريمكس نغوزنغوزو للمقطع الرئيسي، كما أُتيح تحميله بصيغة إم بي 3 في 25 آب 2011، وأُصدر التسجيل رسميًا على قرص مضغوط، وصيغة رقمية، وأسطوانة فونوغراف في 26 أيلول 2011.

## التقييم النقدي
كتب ليستر في الغارديان: "يجب أن نُحذّركم: هذه الموسيقى ستظل ترنّ في دماغكم وتتردد في خيالكم البصري طويلًا بعد انتهائها." أما كاتب في مجلة ذا مونيترز فقد وصفه بأنه "إصدار مثير آخر من الشركة التي لا تزال تقدّم لنا المزيد، ويستحقه أي مستمع إلكتروني ذو عقل منفتح." ومع ذلك، أشار إلى أن "التأثير الصوتي الشبيه بآلة الديدجيريدو قد يُصبح مزعجًا في بعض الأحيان، كما أن الطبيعة الحرة للمقاطع قد تجعلها تبدو مُمِلّة في بعض الأوقات."
وفي مراجعة نُشرت على موقع بيتشفورك، كتب كولي أن "وورن-يو، رغم أنه جميل أحيانًا ومُبتكر بلا شك، إلا أنه يبدو أحاديًّا بعض الشيء، ومن الصعب تمييز المقاطع الثلاثة القصيرة عن بعضها البعض. كما أن طبيعته الحرة تجعله أحيانًا صعب التفاعل معه." وقد اتفق كلٌّ من كولي ومجلة ذا مونيترز على أن الريمكس الخاص بـ نغوزنغوزو كان الجزء الأكثر تميّزًا، حيث كتب كولي: "هنا، يكون وورن-يو أكثر قابلية للوصول، وربما الأكثر متعة، لأن إدخال البنية يعيد ميول القادري الطليعية إلى أرض الواقع."

## قائمة الأغاني
| #  | عنوان                         | المدة |
| -- | ----------------------------- | ----- |
| 1. | "Warn-U"                      | 2:49  |
| 2. | "Shaytan"                     | 4:51  |
| 3. | "Jemsheed"                    | 2:32  |
| 4. | "Warn-U" (Nguzunguzu Megamix) | 12:10 |

- تأليف وإنتاج فاطمة القادري
- ميكس بواسطة مات بوينتون
- تم إتقانه بواسطة روب لاكسو في جزيرة العطلات في بروكلين ، نيويورك
- عمل فني من تصميم ديفيد تورو
- تصوير فني بواسطة وينونا بارتون-بالينتاين

## تاريخ الإصدار
| منطقة  | تاريخ          | التنسيقات | ملصق         |
| ------ | -------------- | --------- | ------------ |
| عالميًا | 26 سبتمبر 2011 |           | زاوية ثلاثية |

## انظر ايضاً

### ألبومات
- الغاشمة (2016) «هيبيردوب»
- « أسياش» (2014) «هيبيردوب»

- «شانيرا» (2017)
- ضربة الصحراء (2012) التلاشى إلى الذهن
- جى إس إكس ريميكسس" (2012) "أونو"

## روابط خارجية
- الموقع الرسمي لفاطمة القادري